# 村田延治
村田 延治（むらた のぶじ、1900年（明治33年）4月1日 - 1961年（昭和36年）3月29日）は、日本のオートバイメカニック。実業家。

## 略歴
1910年代後半、勝精が趣味のオートバイを製作するために設立した鉄工所に入所。実質的な工場長として活動し、1923年に排気量1000ccのジャイアント号を完成させる。しかし、この頃にはオーナーであった勝の興味が薄れ、鉄工所が事実上解散状態になったことから、1924年に鉄工所のメンバーらと目黒製作所を設立する。以後、目黒製作所で社長として辣腕を振るった。
目黒製作所のオートバイは、村田の意向で積極的にオートレースに参戦した。メグロの車両は戦前から戦後まで活躍し、知名度を高めたが、大排気量で重い車体は徐々に敬遠され始め、目黒製作所の業績は徐々に低迷。村田は、会社の命運を見届けることなく1961年3月29日に死去した。